# Perissus hooraianus
Perissus hooraianus är en skalbaggsart som först beskrevs av Masaki Matsushita 1943.  Perissus hooraianus ingår i släktet Perissus och familjen långhorningar.
Artens utbredningsområde är Taiwan. Inga underarter finns listade i Catalogue of Life.